# اليهودية في شبه الجزيرة العربية قبل الإسلام
لقد مُورسَت اليهودية دينًا في شبه الجزيرة العربية منذ القرن الأول قبل الميلاد على الأقل؛ ولعلها أول ديانة توحيدية في شبه الجزيرة العربية . كان اليهود العرب متنوعين لغويًا، وكانوا يختلفون في ممارستهم للدين. من الواضح أن وجود اليهود موجود في شمال غرب وجنوب شبه الجزيرة العربية. أصبحت اليهودية ذات أهمية سياسية لفترة وجيزة في القرن الرابع الميلادي، عندما تحول حكام مملكة حمير إلى اليهودية، وأراد نشر الدين اليهودي في اليمن.
ليس من المعروف كيف دخلت اليهودية إلى شبه الجزيرة العربية لأول مرة. تشير المقترحات اليهودية الإسرائيلية إلى وجود هجرات يهودية بعد تدمير الهيكل الثاني عام 70 ميلادي أثناء الحروب اليهودية الرومانية في القرن الأول أو أثناء فتوحات الفرس أو البابليين أو الرومان، ولكن لا توجد بيانات تدعم هذا. بالإضافة إلى ذلك، فإن التنوع الديني والطبيعة المعيارية أو غير المعيارية لليهودية العربية هي أيضًا غير مفهومة جيدًا.

## اللغات
لم يكن اليهود قبل الإسلام موحدين لغويا. وفي شبه الجزيرة العربية، كانوا يتحدثون اليونانية، والآرامية، والعربية، والسبئية بطرق مختلفة.
ولم تتم ترجمة الكتب الدينية إلى اللغات العربية قبل الإسلام، ولهذا السبب كان يتم نقل محتواها شفويا من علماء الدين.

### النقوش
المصدر الأساسي الموثوق لهذه الحقبة في حياة وأنشطة اليهود العرب قبل الإسلام هو من خلال النقوش . هناك عدد قليل من النقوش التي تحدد المؤلف على أنه يهودي بشكل صريح، وبالتالي يتم استخدام علامات أخرى عادةً لاستنتاج هويته اليهودية، مثل تضمين الأسماء اليهودية (أي علم الأسماء، على الرغم من أن هذه الطريقة لها بعض القيود، وبها احتمال خطأ)، والتعبيرات اليهودية واستخدام النص العبري.

#### قائمة النقوش اليهودية
هذه القائمة وفقًا لتجميع روبرت هويلاند في عام 2012. تمتد النقوش على مدى خمسة قرون على الأقل، ويبلغ عددها واحد وثلاثين فقط، وهذا في حال إذا تم قبولها جميعًا على أنها يهودية وذلك بسبب عدم الجزم، ولكن هذا أقصى عدد ممكن أن يُعتبر يهوديًّا، وهي مكتوبة بمجموعة متنوعة من النصوص/اللغات على الرغم من أن معظمها باللغة الآرامية النبطية، وهي مختصرة عادةً ومحدودة جغرافيًا حيث أن جميعها تقريبًا تنحدر من مدائن صالح بالسعودية (الحجر) أو العلا بالسعودية.
| النص | المكان     | النوع              | التاريخ                                                | الأبحدية أو اللغة                   |
| --- | ---------- | ------------------ | ------------------------------------------------------ | ----------------------------------- |
| هذا هو القبر الذي صنعه شُبَيطو بن عليو، اليهودي، لنفسه ولأولاده ولأميرت، زوجته. لهم أن يُدفنوا فيه بحكم الوراثة. ولا يحق لأي غريب أن يُدفن فيه، وإذا سعى أيٌّ من أبناء شُبَيطو المذكورين أعلاه أو ورثتهم الشرعيين إلى كتابة صك هبة لهذا القبر أو أي وثيقة، فلن يكون له نصيب في هذا القبر. وكان ذلك في اليوم الأول من شهر آب، في السنة الثالثة للملك مالك، ملك الأنباط. وقد صنعه عبد عبيدة بن وهب الله. | مدائن صالح | نقش قبر            | 42/43 بعد الميلاد                                      | الآرامية النبطية                    |
| منسّى بن ناثان، سلام / وداع | مدائن صالح | بناء قاعدة المزولة | القرن الأول الميلادي                                   | الآرامية النبطية                    |
| هذه هي اللوحة التي بناها يحيى بن سمعون لوالده سمعون الذي توفي في شهر سيوان من السنة 201 | العلا      | نقش قبر            | 307 بعد الميلاد                                        | الآرامية النبطية                    |
| ليُذكر يعقوب بن صموئيل بخير | مدائن صالح | نقش رسوم           | في الفترة بين القرن 3 والقرن 5 بعد الميلاد             | الآرامية النبطية                    |
| هذا هو تذكار إشعياء نبالاطا بن يوسف، رئيس تيماء، الذي أقامه له عمران وأشمو، أخواه، في شهر أيّار من السنة 98 من المقاطعة | تيماء      | نقش رسوم           | 203 بعد الميلاد                                        | الآرامية النبطية                    |
| هذه هي اللوحة والقبر اللذان بناهما أديون بن حني بن صموئيل، رئيس الحجر، لزوجته ماوية، ابنة رئيس تيماء، عمرو بن أديون بن صموئيل، التي توفيت في شهر آب من السنة 251، عن عمر 38 سنة | مدائن صالح | نقش قبر            | 356/7 بعد الميلاد                                      | الآرامية النبطية                    |
| دانيل | مدائن صالح | نقش رسوم           | في الفترة بين القرن 1 و3 بعد الميلاد                   | الآرامية النبطية                    |
| أبيّو بن سلمو | العلا      | نقش رسوم           | في الفترة بين القرن 1 و3 بعد الميلاد                   | الآرامية النبطية                    |
| ليُذكر عُزَير بخير | مدائن صالح | نقش رسوم           | في الفترة بين القرن 1 و3 بعد الميلاد                   | الآرامية النبطية                    |
| عُزير بن آسيه | العلا      | نقش رسوم           | في الفترة بين القرن 3 والقرن 1 قبل الميلاد             | الدادانية                           |
| واسطة آحاب بن سيمك المدفون [هنا] | العلا      | نقش رسوم           | في الفترة بين القرن 3 والقرن 1 قبل الميلاد             | الدادانية                           |
| سلام / وداع يوسف بن عاوييو | العلا      | نقش رسوم           | في الفترة بين القرن 3 والقرن 1 قبل الميلاد             | الآرامية النبطية                    |
| لاوي | العلا      | نقش رسوم           | في الفترة بين القرن 1 و3 بعد الميلاد                   | الآرامية النبطية                    |
| ليُذكر غنام بن يهوذا | أم جذيذ    | نقش رسوم           | في الفترة بين القرن 1 قبل الميلاد والقرن 1 بعد الميلاد | الآرامية النبطية                    |
| ليُذكر يوسف بن غنام بخير. سلام | أم جذيذ    | نقش رسوم           | في الفترة بين القرن 1 قبل الميلاد والقرن 1 بعد الميلاد | الآرامية النبطية                    |
| بالفعل، ليُذكر سمعون بن أدييو | مدائن صالح | نقش رسوم           | في الفترة بين القرن 3 والقرن 5 بعد الميلاد             | الآرامية النبطية                    |
| ليُذكر لحمو بن يهوذا بخير | العلا      | نقش رسوم           | في الفترة بين القرن 3 والقرن 5 بعد الميلاد             | الآرامية النبطية                    |
| سلام على قبر زوجته، ابنة يوسف، ابن عَرْر، التي من قرية، التي توفيت في السادس والعشرين من نيسان، سنة مئة وخمسة وسبعين. | المعبيات   | نقش قبر            | 280 بعد الميلاد                                        | الآرامية النبطية                    |
| هذا هو أبيسالوم (؟) بن سوسنة | العلا      | نقش رسوم           | غير مؤكد                                               | العربية والعبرية                    |
| بركة لآطور بن مناحم والحاخام إرميا | العلا      | نقش رسوم           | غير مؤكد                                               | العربية والعبرية                    |
| ليُبارك ويحفظ صموئيل بن هليل | وادي حجاج  | نقش رسوم           | في الفترة بين القرن 2 والقرن 4 بعد الميلاد             | العربية والعبرية                    |
| مبارك اسم ربي | جبة        | نقش رسوم           | غير مؤكد                                               | العربية والعبرية                    |
| نعَم / نُعيم بن إسحاق يثق بالله. لقد كتب (هذا). | العلا      | نقش رسوم           | غير مؤكد                                               | العربية والعبرية                    |
| هذا ما كتبه . . . (هد مح كتِب) وهذا ما . . . | العلا      | نقش رسوم           | غير مؤكد                                               | العربية والعبرية                    |
| وقد كتب إسماعيل بن صدق | العلا      | نقش رسوم           | غير مؤكد                                               | العربية والعبرية                    |
| مبارك الله / بارك الله | العلا      | نقش رسوم           | غير مؤكد                                               | العربية والعبرية                    |
| هذا هو القبر الذي بناه عبداي بن تيماء لـف ن الذي [توفي؟] في السابع والعشرين من شهر ش[باط؟] . . . مئتين سنة وعشرة / عشرون . . . | العلا      | نقش قبر            | في القرن 4 بعد الميلاد                                 | الآرامية النبطية                    |
| . . . بن . . . بن ب[ر] . . . يتبط ي . . . كلهو . . . ون . . . | تيماء      | نقش تذكاري         | غير مؤكد                                               | الآرامية النبطية والآرامية اليهودية |

### الأدب المعاصر
لا تقول المصادر المعاصرة من الأدب اليوناني والسرياني الكثير عن موضوع اليهودية العربية أو المجتمعات اليهودية. المرجع الوحيد من العصور القديمة الكلاسيكية هو ما ذكره يوسيفوس في كتابه "آثار اليهود" حيث وصف هيرودس الكبير وهو يرسل 500 عضو من حرسه الشخصي لمساعدة إيليوس جالوس، الحاكم الروماني والقائد العسكري، في غزو جنوب شبه الجزيرة العربية في 26-24 قبل الميلاد. إن الإشارات إلى شبه الجزيرة العربية في التلمود القدسي والتلمود البابلي هي إشارات عرضية: العديد من هذه الإشارات تتعلق فقط بالمناطق في جنوب فلسطين أو شرق الأردن، على الرغم من أن بعضها يشير بوضوح إلى مناطق داخل شبه الجزيرة.
في أوائل القرن السابع، كان أحد أفضل المصادر لليهودية والمعتقدات والممارسات اليهودية في الحجاز (والجزيرة العربية بشكل عام) هو القرآن الكريم، الذي يفترض وجود اليهود في كل من السور المكية والمدنية : فقد تم ذكرهم 23 مرة باستخدام الجذر (هَوَدَ)، 43 مرة تحت عنوان عبارة "بني إسرائيل"، و32 مرة في فئة "أهل الكتاب". المصدر الآخر هو دستور المدينة المنورة، وهو اتفاق بين حكومة محمد والمجتمع اليهودي في المدينة المنورة والذي يقبله المؤرخون على نطاق واسع باعتباره مستندًا تاريخيًا موثوقًا.

### الأدب غير المعاصر

#### الشعر المنسوب إلى اليهود العرب قبل الإسلام
تذكر المصنفات الإسلامية للشعر الجاهلي أحيانًا شعراء يهود، على الرغم من صعوبة تقييم صحتها، وبالمقارنة مع النقوش، يصعب تحديد تاريخها وهي عرضة لتأثيرات لاحقة من الإسلام. يسجل كتاب طبقات الشعراء، الذي ألفه عالم اللغة والتراث البصري محمد بن سلام الجمحي (ت. 846)، قائمة بالشعراء اليهود. كما أن جامع الآثار العربية/العربية أبو الفرج الأصفهاني (ت. 976) لديه أيضًا إشارة متفرقة إلى أحد عشر شاعرًا يهوديًا في كتابه ("كتاب الأغاني"). والشعراء الذين يشيرون إليهم هم كما يلي، يتبعهم (ج) إذا ذكرهم الجمحي، و(ط) إذا ذكرهم الأصفهاني:
- سموال بن عديه [18] (ي) (ط)
- الربيع بن أبي الحقيق (ج) (ط)
- كعب بن الأشرف (ج) (ط)
- شريح بن عمران (ج) (ط)
- سعيا (شعبة) بن غريد/عريض (ي) (ط)
- أبو قيس بن رفاعة (ج) (ط)
- درهم بن زيد (ج)
- أبو الذيال (ج) (ط)
- سارة قريظة (الأولى)
- كعب بن سعد بن أبي وقاص من قريظة (الأول)
- أوس بن داني من قريظة (الأول)

وبحسب بعض الروايات فإن امرؤ القيس اعتنق اليهودية أيضًا، ولكنها روايات مشكوكة.
نادرًا ما تشير القصائد المنسوبة إلى هذه الشخصيات إلى تفاصيل تاريخية دقيقة أو تعبيرات دينية، على الرغم من أن بعض القصائد المنسوبة إلى السموأل في مجموعة الأصمعيات دينية بشكل صريح. وبالإضافة إلى ذلك، لا يقدم الجمحي الكثير فيما يتصل بسيرة كل من هذه الشخصيات بخلاف سرد الحكايات الشعبية التي يرتبط بها عدد قليل منهم. ويقدم الأصفهاني معلومات سيرة ذاتية أكثر تفصيلًا. على سبيل المثال، يقول إن السموأل بن عاديا كان من أهل تيماء (في شمال غرب الجزيرة العربية) وكان لأبيه صلات بالغساسنة. كان يعيش في بيت عائلي يسمى بالقلعة واسمه الأبلق. وقد رويت عنه قصص شعبية عن إخلاصه وولائه، منها أنه رفض تسليم ممتلكات امرئ القيس لأعداء امرئ القيس رغم محاولتهم محاصرة قلعته. إلى جانب السموأل، كان الشاعر اليهودي الوحيد الآخر الذي اكتسب بعض الشهرة هو الربيع بن أبي الحقيق، رئيس قبيلة النضير. لا تذكر المصادر القديمة هذه الشخصية، بل تذكر ابنه كينانا فقط. وبدلًا من ذلك، لا يتم وصف مآثر الربيع إلا في مُصنّف الأصفهاني.

#### التأريخ العربي
تعتبر المصادر التاريخية العربية غير المعاصرة، مثل مصادر الحمداني، ثانوية في قدرتها على تمكين إعادة بناء اليهودية تاريخيًا في شبه الجزيرة العربية قبل الإسلام. ويزعم اليعقوبي (ت. 897) أن اليمن كلها كانت يهودية بسبب حملة التهويد التي قامت بها مملكة حمير على يد ذي نواس، بينما يقول ابن حزم (ت. 1064) أن حمير كلها وأجزاء من كندة كانت يهودية لنفس السبب. ويؤكد هذا الأدب أيضًا على أهمية المجتمع اليهودي في المدينة المنورة وقبائله، وأبرزهم بنو النضير، وبنو قينقاع، وبنو قريظة. ومع ذلك، فإن الأدلة المتعلقة بحجم وطبيعة المجتمع اليهودي في المدينة المنورة تظل وهمية في الأدلة التي سبقت الإسلام.

## شمال غرب شبه الجزيرة العربية
وتعتمد الأدلة على وجود اليهود واليهودية في شمال غرب شبه الجزيرة العربية إلى حد كبير على النقوش. يشير أحد النقوش من عام 203 إلى أن فردًا يهوديًا يُدعى إشعياء أصبح رئيسًا لتيماء، مما يشير إلى أن اليهود كانوا قادرين على تحقيق مناصب السلطة في غرب الجزيرة العربية، ولم يكونوا مضطهدين. ويُذكر أيضًا أن والده وشقيقه موصوفان بأسماء كتابية. ويشير نقش آخر يرجع تاريخه إلى عامي 356 و357 إلى وجود زعماء يهود في كل من مدائن صالح ودادان . يذكر أحد النقوش الديدانية حاخامًا. تشير إحدى النقشات التي تم التعرف عليها مؤخرًا، واسمه (UJadhNab 538)، إلى وجود اليهود الناطقين بالعربية في غرب شبه الجزيرة العربية في القرن الرابع.
وهناك أيضًا بعض الأدلة الأدبية. يشير مدراش رابا إلى أن اثنين من الحاخامات في القرن الثالث اعتقدا أنه سيكون من المفيد لهما السفر إلى (الحجر (الهجرة)/مدائن صالح) من أجل تحسين لغتهما الآرامية. وفقًا لبروكوبيوس، المؤرخ البيزنطي في القرن السادس، عندما كان يعلق على جزيرة تيران عند مدخل خليج العقبة، يقول: «كان العبرانيون يعيشون في استقلالية، ولكن في عهد جستنيان هذا أصبحوا خاضعين للرومان».
وقد زعم حجاي مازوز أن اليهودية العربية الحجازية كانت حاخامية وهالاخية، ولكن أطروحته تعرضت لانتقادات بسبب اعتمادها غير النقدي على المصادر الدينية اليهودية التقليدية. ومع ذلك، ورغم أن الهوية الدقيقة (أو مجموعة الهويات) التي كان اليهود الحجازيون يلتزمون بها لا تزال غير واضحة تمامًا، فإن كثيرين يقبلون أن شكلها كان إما حاخاميًا أو على الأقل كان له قدر من التفاعل مع التقاليد الحاخامية.

## وسط وشرق شبه الجزيرة العربية
الأدلة على وجود اليهود أو اليهودية في هذه المنطقة ضئيلة. اقترح كريستيان جوليان روبن أن حاكم إحدى القبائل في وسط الجزيرة العربية، وهي الهجر، ربما كان يهوديًا. وفي شرق شبه الجزيرة العربية، يزعم يوسيفوس أن أحد أبناء ملك أديابيني في القرن الأول اعتنق اليهودية.

## جنوب شبه الجزيرة العربية/اليمن

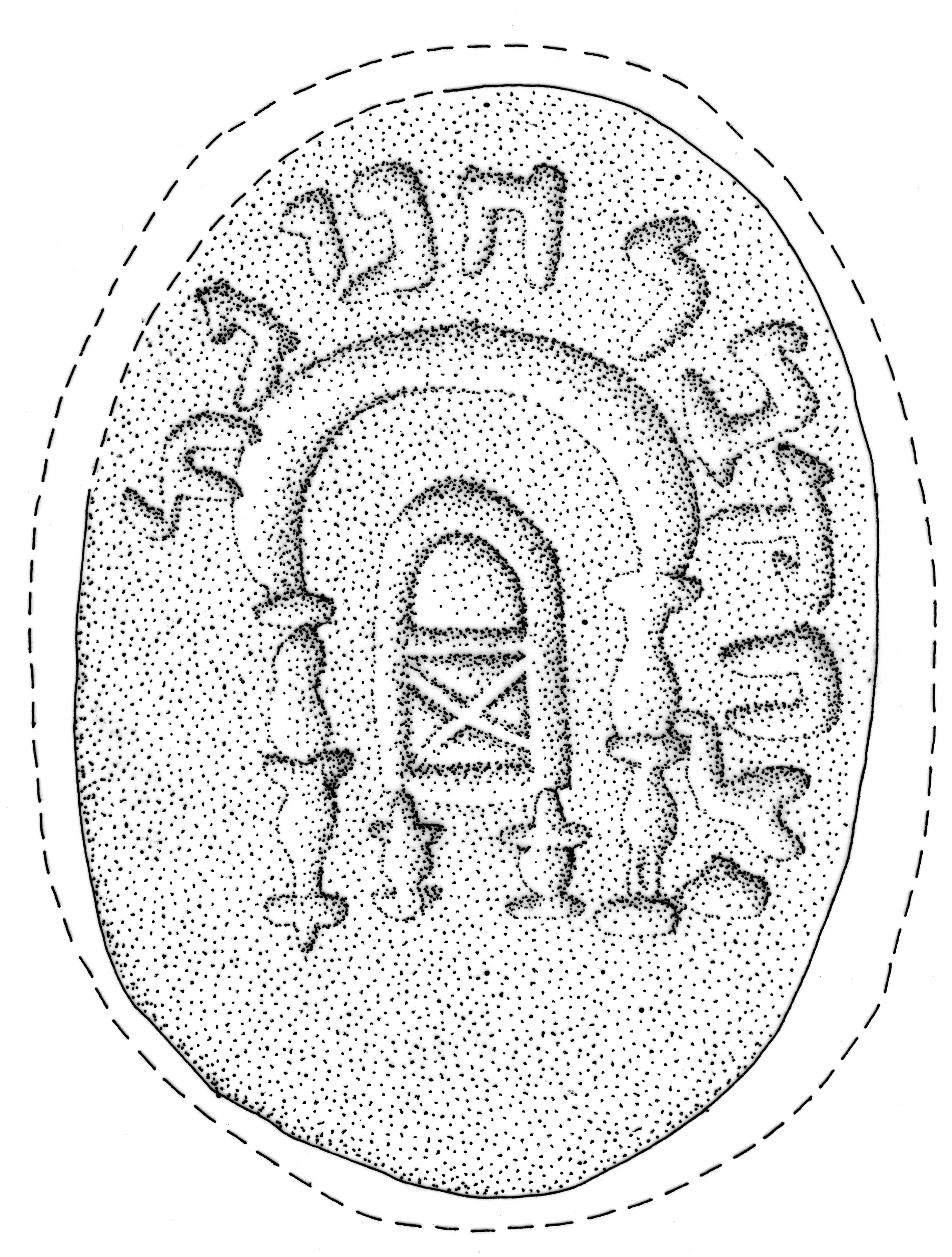
خاتم ختم من ظفر مكتوب عليه "إسحاق بار حنينا" وتابوت التوراة ، 330 قبل الميلاد - 200 ميلادي

### مملكة حمير

#### تحول الطبقة الحاكمة لليهودية وفرضها على العامة
بحلول عام 300، كانت مملكة حمير قد تغلبت على ممالك سياسية أخرى (بما في ذلك ممالك سبأ وقتبان وحضرموت) وأصبحت القوة الحاكمة في جنوب شبه الجزيرة العربية، وتوحيد المنطقة لأول مرة. في منتصف القرن الرابع إلى أواخره، تبنت حمير أو على الأقل الطبقة الحاكمة فيها اليهودية، بعد أن تحولت من ممارسة تعدد الآلهة والوثنية. وقد تم تسجيل هذه الأحداث في كتاب الحميريين والتاريخ الكنسي للقرن الخامس للفيلوستورجيوس الأنومي. وتشير هذه المصادر إلى أن الدافع وراء التحول هو رغبة حكام حمير في الابتعاد عن الإمبراطورية البيزنطية، ورفع الحس بالتميز. ويرجع الفضل في هذه المصادر إلى التحول من التعددية الإلهية وتأسيس اليهودية باعتبارها الدين الرسمي إلى ملقريب يحمان [الإنجليزية] (حكم من 375 إلى 400). وفقًا للمصادر الإسلامية التقليدية، فقد تم التحول في عهد ابنه أبو كريب (400-445). وفي منتصف القرن الرابع الميلادي، تحولت النقوش فجأة من الدعوات الوثنية إلى تلك التي تذكر الإله الأعظم رحمن. يصف نقش سبئي يعود تاريخه إلى هذا الوقت، بعنوان Ja 856 (أو Fa 60) استبدال معبد وثني مخصص للإله المقه مقراب لكنيس (قد يكون معادلاً للكنيس أو شكل أصلي من أشكال التنظيم المحلي لليهودية الحميرية ). تشير الأدلة إلى انقطاع حاد عن التعددية الإلهية، تزامنًا مع الظهور المفاجئ للكلمات اليهودية والآرامية (' ālam / العالم، baraka / يبارك، haymanōt / ضمان، kanīsat / قاعة الاجتماعات) والأسماء الشخصية (Yṣḥq / إسحاق، Yhwd' / يهوذا)، Yws'f / يوسف). ومع ذلك، فإن طبيعة اليهودية التي مارسها الحكام ليست واضحة ولم يتم توضيح الطبيعة اليهودية لحكم الملوك بشكل متكرر.

#### اليهودية بين السكان المحليين
هناك مواد قليلة فيما يتعلق بالانتماءات الدينية للسكان المحليين. جميع النقوش توحيدية، لكن الهوية الدينية لمؤلفيها ليست واضحة دائمًا. ومع ذلك، هناك أدلة على ممارسة اليهودية بين السكان المحليين أيضًا. يظهر اسم "إسرائيل" في أربعة نقوش ويحل محل المصطلح السابق شعب/مجتمع: يذكر أحد النقوش من القرن الخامس "إله إسرائيل". هناك ثلاثة نقوش تذكر "إله اليهود". يصف كتاب مافراي-حاسي 1 بناء مقبرة خاصة بالمجتمع اليهودي. هناك نقش عبري يعرف بـ دجي 23 من قرية بيت حاضر الواقعة على بعد 15 كم شرق صنعاء . وهو يذكر " الميشماروت" ("الحراس")، ويحصي العائلات الكهنوتية الأربع والعشرين (ومكان إقامتهم في الجليل) المعينة لحماية هيكل سليمان بعد عودة اليهود بعد السبي البابلي . وقد كُتب أيضًا باللغة الكتابية على عكس الكتابة الآرامية. توجد إشارات إلى المعابد اليهودية، تشير إلى التنظيم الرسمي لليهود في جنوب شبه الجزيرة العربية، في نقش سبئي من القرن الرابع ونقش يوناني من أواخر القرن السادس من ميناء قاني في بئر علي والذي يستخدم عبارة eis Theos للإشارة إلى الله ويذكر hagios topos، وهي عبارة تشير عادة إلى المعبد اليهودي. ومع ذلك، فإن تفسير النقش الأخير والمبنى من قاني كان موضع نزاع مؤخرًا. وهناك نقد وأدلة إضافية.
يزعم كريستيان جوليان روبن أن الأدلة الكتابية تجادل ضد النظر إلى اليهودية في حمير على أنها حاخامية. ويستند هذا إلى غياب الإيمان بالحياة الآخرة (الذي يشترك فيه الصدوقيون)، والاستخدام السائد للغة محلية (السبئية) بدلاً من العبرية، والتركيز الكهنوتي في نقش دجي 23، وربما كانت اليهودية الحميرية "كهنوتية" أكثر من "رابينية". ومع ذلك، يفسر إيفونا غايدا النقش دجي 23 كدليل على وجود اليهودية الحاخامية، ويشير كذلك إلى أدلة على أن الكلمات المستعارة الموجودة في (النقش Ḥasī 1) تشير إلى أن مؤلفها كان على دراية قوية بالشريعة اليهودية.

#### سقوط الحكم اليهودي في جنوب شبه الجزيرة العربية
حوالي عام 500، غزت مملكة أكسوم شبه الجزيرة، وأطاحت بالملك الحميري، ووضعت في مكانه الملك المسيحي المتشدد ماديكارب يعفور. ثم حاول خليفته ذو نواس (حكم من 517 إلى 530) محاربة النفوذ المسيحي القادم من مملكة أكسوم عسكريًا، فذبح المجتمع المسيحي في نجران، وهو ما وثقه جزئيًا نقش كتبه سرحان يعقوب (قائد جيش يوسف)، عام 1028، والذي يصف حرق كنيسة ومذبحة الأحباش (المسيحيين الإثيوبيين)، مما أسفر عن مقتل وأسر الآلاف. وقد تمت مناقشة هذه الأحداث أيضًا في العديد من المصادر المسيحية المعاصرة: في كتابات بروكوبيوس ، وكوزماس إنديكوبليستس ، ويوحنا مالاس [الإنجليزية] ، ويعقوب السروجي. وبعد فترة وجيزة، روى يوحنا الأفسسي (توفي عام 588) رسالة من معاصر آخر، مار سمعان، موجهة إلى رئيس الدير فون جابولا بشأن الأحداث. بالإضافة إلى ذلك، قام مؤلف مجهول بإنتاج كتاب الحميريين، وهو كتاب سرياني يعود إلى القرن السادس يروي اضطهاد واستشهاد المسيحيين في نجران. أدى هذا الحدث إلى هجوم مضاد كبير من مملكة أثيوبيا المسيحية، مما أدى إلى غزو حمير في عام 525 ونهاية القيادة اليهودية منذئذٍ في جنوب شبه الجزيرة العربية.

### التواصل مع اليهود غير المقيمين في شبه الجزيرة
ولسوء الحظ، فإن النصوص الأدبية اليهودية خارج اليمن لا تناقش المجتمع اليهودي هناك. ومع ذلك، فإن النقوش الواردة من فلسطين والأردن تعكس التواصل والمعرفة من المجتمع اليهودي اليمني:
- ومن المعروف وجود نقش من فلسطين يستخدم الخط السبئي (خط جنوب الجزيرة العربية).
- يذكر نقش يوناني من قرية بيت شعاريم دفن "حميري".
- يصف شاهد قبر عبري من القرن الخامس من زوارة اليهودية [الإنجليزية] بالأردن فردًا يُدعى يوشع بروفي الذي "مات في ظفار، أرض حمير".

ربما نقلت طرق الاتصال هذه أيضًا تعاليم الحاخامات وغيرها من التعاليم اليهودية. بالإضافة إلى ذلك، تشير الأدلة من التلمود وكتاب حمير السرياني إلى أن أعضاء القبائل الكهنوتية المعروفة باسم الكوهانيم المنحدرين من أرض إسرائيل كانوا نشطين في مملكة حمير.

## إسرائيل الكبرى
الاكتشافات الحديثة للنقوش اليهودية، بكثرة في مناطق غرب المملكة العربية السعودية مثل العلا ومدائن صالح، قد أسهمت بشكل كبير في زيادة رغبة اليهود في بسط نفوذهم وتشجيع تكوين مجتمعات يهودية تعاونية في الحجاز. هذه الاكتشافات تُعد من أبرز العوامل التي تدفع إسرائيل نحو تطبيع علاقاتها مع السعودية، حيث تزداد المطالب بإنشاء مجتمعات يهودية في المنطقة وتعزيز التعاون مع سكانها، ويُعتبر هذا من أبرز الأجندات السياسية التي يتبناها الاتحاد الصهيوني البريطاني.

## طالع أيضًا
- المسيحية في شبه الجزيرة العربية قبل الإسلام
- الدين في شبه الجزيرة العربية قبل الإسلام
- تلمود
- قبائل يهودية في شبه الجزيرة العربية [الإنجليزية]

## روابط خارجية
- اليهودية في الحجاز (القرنين الأول والرابع الميلاديين) (قاعدة بيانات الجزيرة العربية القديمة)
- الكنيس (المِكْرَب) (قاعدة بيانات الجزيرة العربية القديمة)